# Midsalip
Midsalip è una municipalità di quarta classe delle Filippine, situata nella Provincia di Zamboanga del Sur, nella regione della Penisola di Zamboanga.
Midsalip è formata da 33 baranggay:
- Bacahan
- Balonai
- Bibilop
- Buloron
- Cabaloran
- Canipay Norte
- Canipay Sur
- Cumaron
- Dakayakan
- Duelic
- Dumalinao
- Ecuan
- Golictop
- Guinabot
- Guitalos
- Guma
- Kahayagan

- Licuro-an
- Lumpunid
- Matalang
- New Katipunan
- New Unidos
- Palili
- Pawan
- Pili
- Pisompongan
- Piwan
- Poblacion A
- Poblacion B
- Sigapod
- Timbaboy
- Tulbong
- Tuluan